# Pero monstrosa
Pero monstrosa là một loài bướm đêm trong họ Geometridae.